# Dedgum
Dedgum (Fries: Dedzjum) is een dorp in de gemeente Súdwest-Fryslân, in de Nederlandse provincie Friesland. Het dorp ligt ten zuidwesten van Bolsward, tussen Tjerkwerd en Parrega aan de Opvaart naar de Workumertrekvaart. Ten zuiden ligt de terp IJsgum en ten noorden ligt de buurtschap annex gehucht Arkum.
In 2023 telde het dorp 95 inwoners.

## Geschiedenis
Dedgum is ontstaan op een ronde terp, deze vorm is in het landschap nog zichtbaar. In 855 werd de plaats vermeld als Deddingiuuerbe. In de 9e eeuw is er ook sprake van Deddingiwerve. In de 13e eeuw werd het vermeld als Deddingum, in 1404 als Dedighem, in 1455 als Deddinghum en in 1505 als Deedghum,
Wat de plaatsnaam precies betekent is niet bekend. In ieder geval wijst het tweede element in de oorspronkelijke naam uit de 9e eeuw naar een opgeworpen hoogte. De oudste vorm duidt mogelijk op een groep mensen die op die opgeworpen hoogte woonde. Het eerste element zou kunnen duiden op de persoon Deddo of Dadjo of de familienaam Deddinga. Later is het tweede element verschoven naar een woonplaats (heem/um) van deze persoon of familie.
Tot 2011 lag Dedgum in de voormalige gemeente Wonseradeel.

## Kerk

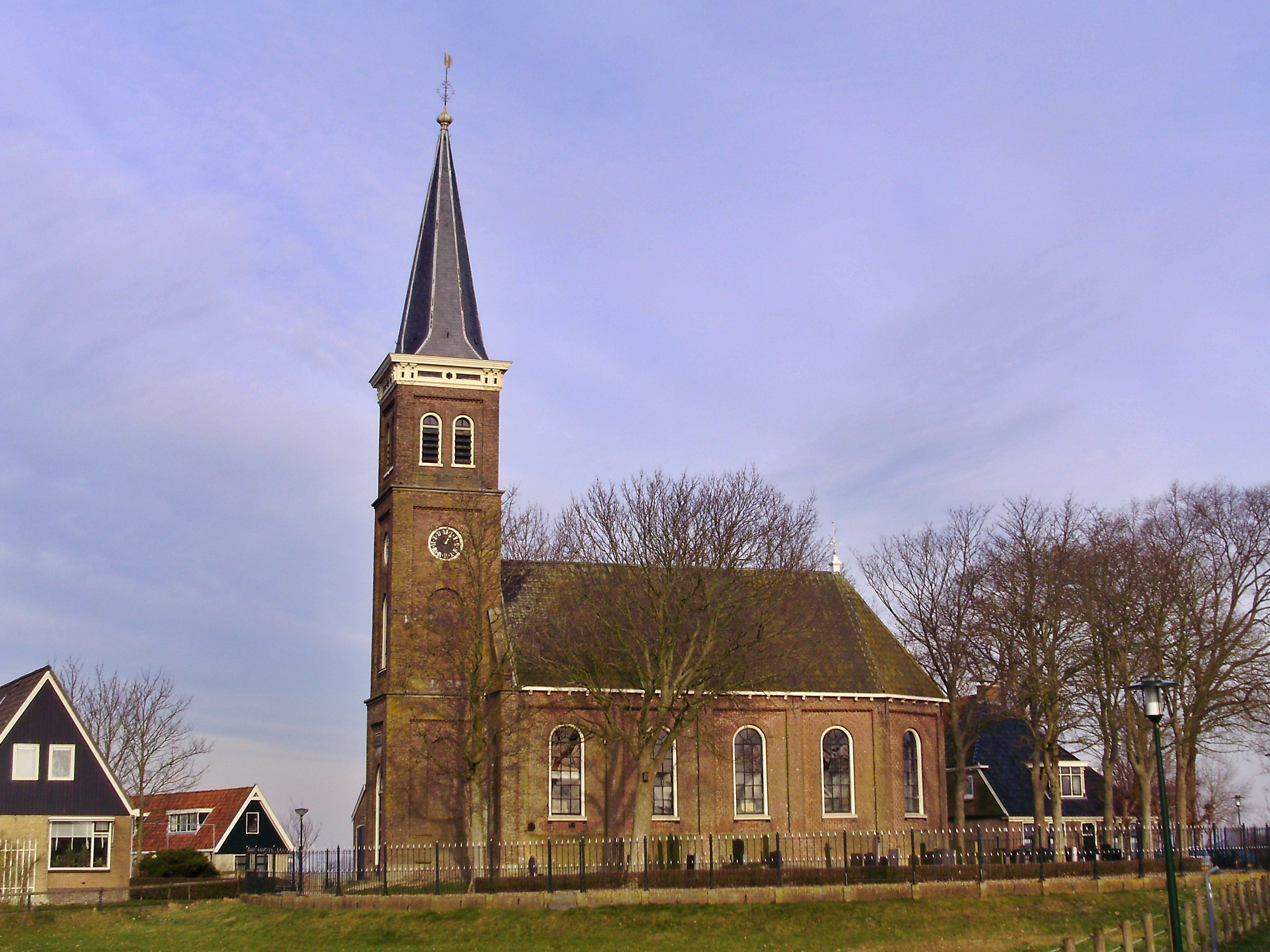
De Sint Joriskerk in 2009

De huidige kerk van Dedgum, de hervormde Sint Joriskerk dateert uit 1889 en verving een vervallen kerk uit de 13e eeuw.
De kerk en diens interieur zijn de enige aangewezen rijksmonumenten van Dedgum.

## Sport
Het dorp heeft samen met Tjerkwerd de kaatsvereniging De Twa Doarpen.

## Cultuur
Samen met het dorp Tjerkwerd is er een gezamenlijk kerkkoor. Verder wordt er samen met Parrega en Hieslum een gezamenlijke dorpskrant uitgebracht.
Steden: Bolsward · Hindeloopen · IJlst · Sneek · Stavoren · Workum

Dorpen en gehuchten: Abbega · Allingawier · Arum · Blauwhuis · Bozum · Breezanddijk · Britswerd · Burgwerd · Cornwerd · Dedgum · Deersum · Edens · Exmorra · Ferwoude · Folsgare · Gaast · Gaastmeer · Gauw · Goënga · Greonterp · Hartwerd · Heeg · Hemelum · Hennaard · Hichtum · Hidaard · Hieslum · Hommerts · Idsegahuizum · IJsbrechtum · Indijk · It Heidenskip · Itens · Jutrijp · Kimswerd · Kornwerderzand · Koudum · Kubaard · Loënga · Lollum · Longerhouw · Lutkewierum · Makkum · Molkwerum · Nijhuizum · Nijland · Offingawier · Oosterend · Oosterwierum · Oosthem · Oppenhuizen · Oudega · Parrega · Piaam · Pingjum · Poppingawier · Rauwerd · Rien · Roodhuis · Sandfirden · Scharl · Scharnegoutum · Schettens · Schraard · Sijbrandaburen · Terzool · Tirns · Tjalhuizum · Tjerkwerd · Uitwellingerga · Waaxens · Warns · Westhem · Wieuwerd · Witmarsum · Wolsum · Wommels · Wons · Woudsend · Zurich

Buurtschappen: Abbegaasterketting · Anneburen · Arkum · Atzeburen · Baarderburen · Baburen · Bernsterburen · De Bieren · De Blokken · De Hel · De Grits · De Kat · De Klieuw · De Polle · De Wieren · Dijksterburen · Doniaburen · Draaisterhuizen · Driehuizen · Eemswoude · Engwerd · Engwier · Exmorrazijl · Feyteburen · Flansum · Galamadammen · Gooium · Grauwe Kat · Grote Wiske · Grotewierum · Harkezijl · Hayum · Hemert · Hidaarderzijl · Hoekens · Hornsterburen · Idzega · Idserdaburen · Indijk (Bozum) · Jet · Jonkershuizen · Jousterp · Jouswerd · Kampen · Kleine Gaastmeer · Kleine Wiske · Kleiterp · Kooihuizen · Koufurderrige  · Kromwal · Koudehuizum · Laaxum · Laad en Zaad · Lippenwoude · Lytshuizen · Makkum (Bozum) · Meilahuizen · Montsamaburen · Nijeburen · Nijeklooster · Nijezijl · Oosthem (Witmarsum) · Osingahuizen · Piekezijl · Remswerd · Rijtseterp · Scharneburen · Schrok · Sieswerd · Sjungadijk · Smallebrugge · Sotterum · Speers  · Strand · Swaanwerd · Swarte Beien · Tsjerkebuorren · Vierhuizen · Viersprong · Vijfhuis · Vissersburen  · Het Vliet· Westerlittens · Wolsumerketting · Wonneburen · Ypecolsga

 Voormalige buurtschappen: Aaksens · Angterp · De Band · Barsum · De Bird · Bittens · Bloemkamp · Bootland · Bovenburen · Doniawier · Goëngamieden · Hiddum · Houw · Knossens · De Nes · Ottenburen · Sandfirderrijp · Slijp · Spijk · De Weeren 

Friesland: Steden en dorpen      Nederland: Provincies · Gemeenten